# MAZ-107
Der MAZ-107 (russisch МАЗ-107, deutsche Transkription eigentlich MAS-107) ist ein belarussisches Busmodell aus dem Minski Awtomobilny Sawod, das seit 2004 in Serie produziert wird. Der Stadtbus, der als dreiachsiger Solobus ausgeführt ist, hat eine Länge von etwa 14,5 Metern.

## Fahrzeuggeschichte

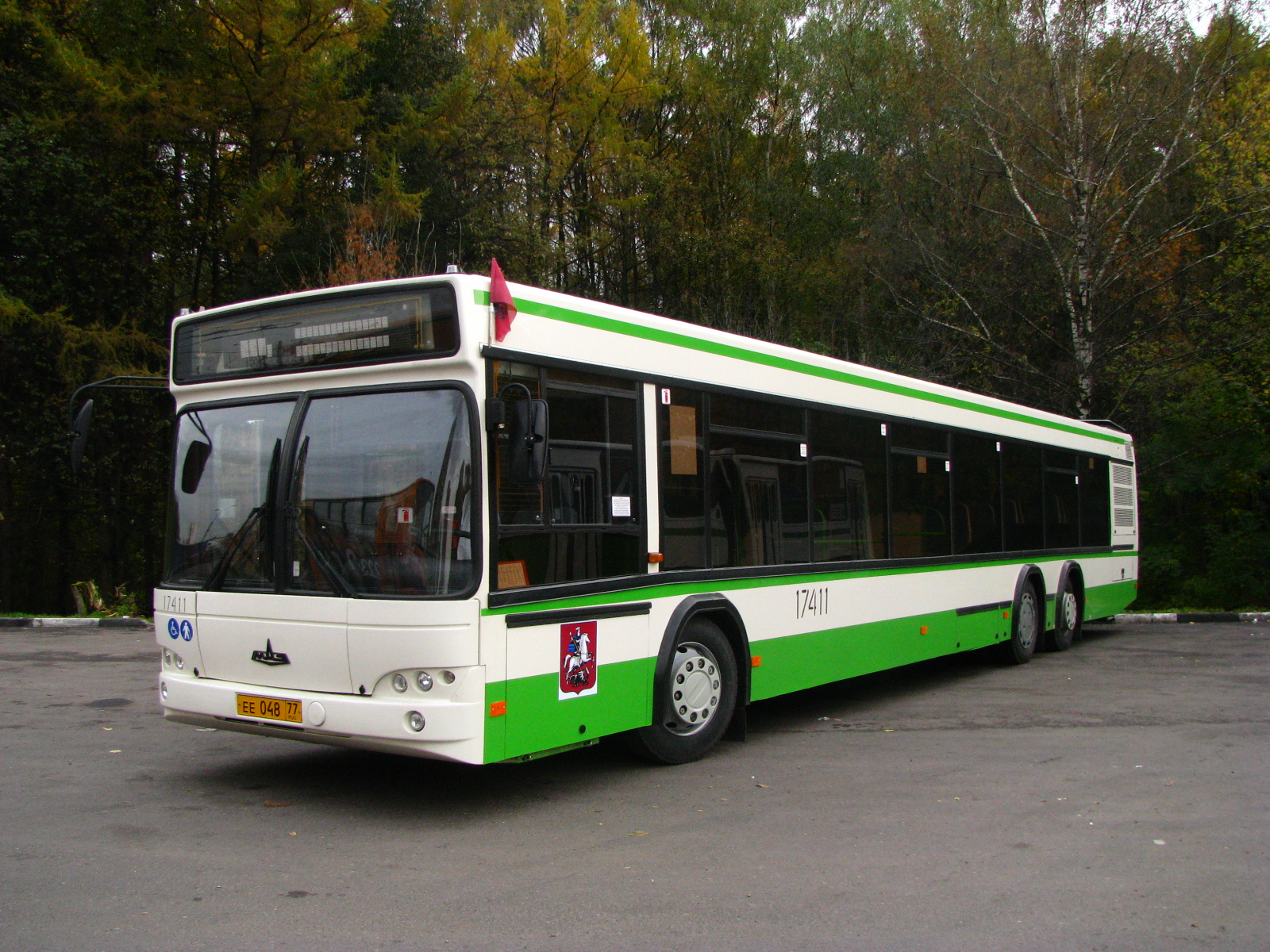
MAZ-107 in Moskau (2009)

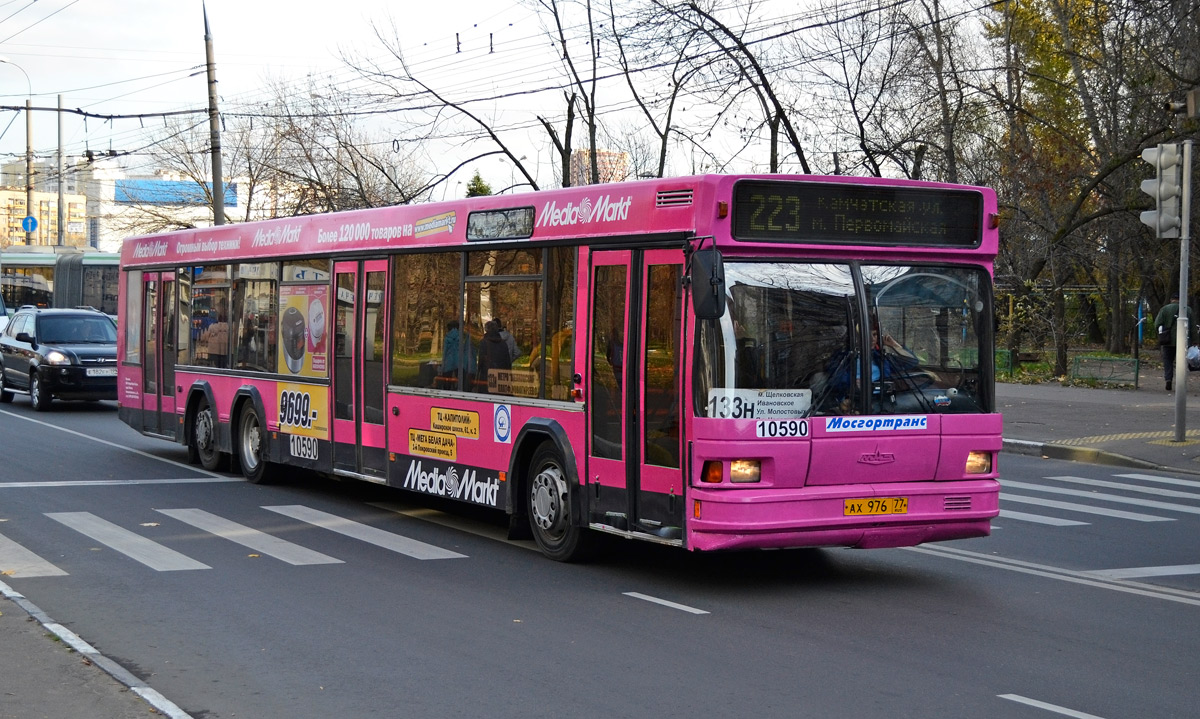
Mit Werbung beklebter MAZ-107 in Moskau (2014)

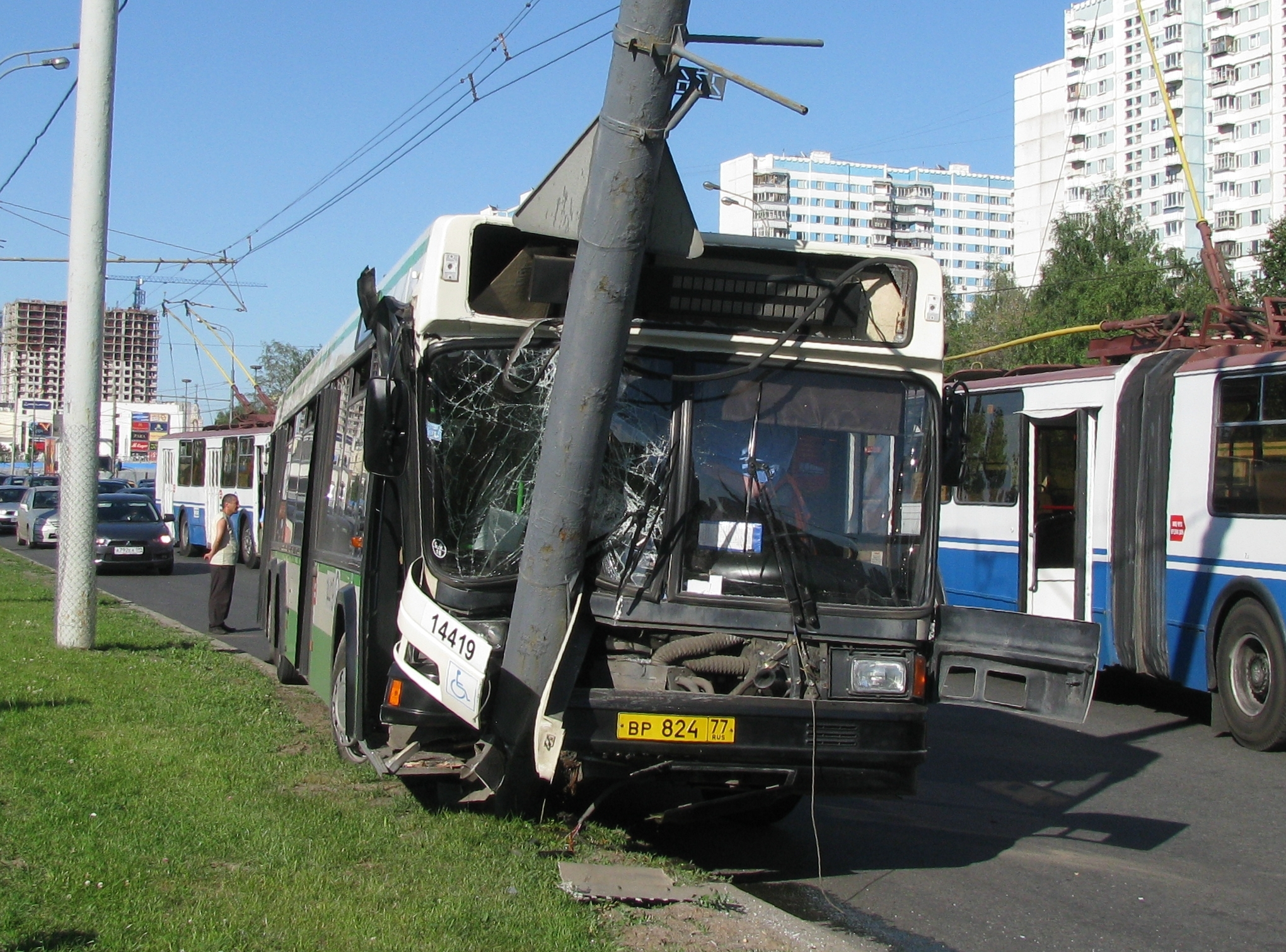
Verunfallter (und später reparierter) MAZ-107 in Moskau (2010)

Die Entstehungsgeschichte der Busproduktion in Minsk und damit auch die Geschichte des MAZ-107 reicht zurück bis in die 1980er-Jahre. Zu diesem Zeitpunkt gab es in der Weißrussischen Sozialistischen Sowjetrepublik keine eigene Fertigung von Autobussen. Stattdessen wurden sämtliche Busse aus Ungarn von Ikarus bezogen. Jährlich wurden etwa 200 bis 300 neue Busse benötigt. Bereits gegen Ende der 1980er-Jahre nahmen die Lieferungen jedoch deutlich ab und mit dem Zerfall der Sowjetunion versiegten sie ganz.
Abhilfe ließ sich so schnell wie eigentlich benötigt nicht schaffen. Als größter belarussischer Fahrzeugbauer ging MAZ Anfang der 1990er-Jahre eine Kooperative mit Neoplan ein und baute mit dem MAZ-101 ab 1993 eine Lizenzversion des Neoplan N4014 NF. Problem war, dass das Fahrzeug etwa 200.000 US$ kostete und damit zu viel für den belarussischen Markt. Stattdessen wurden vermehrt gebrauchte Ikarusbusse beschafft, zum Beispiel aus Deutschland. Zum Preis von einem MAZ-101 konnten davon gleich mehrere Fahrzeuge beschafft werden. Außerdem war die neue Niederflurtechnik und die damit verbundene Fahrwerksgestaltung des MAZ-101 anfällig gegenüber schlechten Straßen, was häufig zu Fahrwerksschäden führte.
Erst 1996 schaffte es das Minski Awtomobilny Sawod mit dem MAZ-103 ein tauglicheres Modell vorzustellen und zu produzieren. Das Fahrzeug wurde bedeutend günstiger, unter anderem auch, weil es einheimische und russische Technik verwendet. Es kostete nur noch etwa 80.000 US$. Von diesem Modell ausgehend entstand der MAZ-105, ein Gelenkbus, und der dreiachsige MAZ-107. Von letzterem wurden 2001 die ersten Prototypen gebaut, die Serienfertigung begann 2004. Mit Stand 2017 wird das Modell noch immer weitestgehend unverändert gefertigt. Von der zweiten Busgeneration des Herstellers um den MAZ-203 existiert kein dreiachsiges Solofahrzeug.
Komponenten des Busses werden auch von deutschen Unternehmen zugeliefert. So stammt der Sechszylinder-Dieselmotor von Mercedes-Benz, das automatische Getriebe von Voith. Im Laufe der Zeit wurden leicht unterschiedliche Versionen des Motors verbaut, sie sich durch Leistung und Abgasnorm unterscheiden. Heute erfüllt das Triebwerk je nach Kundenwunsch Euro-4 oder Euro-5.

## Technische Daten
Die Daten stammen weitestgehend vom Hersteller mit Stand Anfang 2017. Einige Daten stammen von älteren Versionen, die sich jedoch nur geringfügig unterscheiden.
- Motor: Sechszylinder-Viertakt-Dieselmotor
- Motortyp: Mercedes-Benz OM 906LA
- Leistung: 279 PS (205 kW)
- Hubraum: 6,37 l
- Drehmoment: 900 Nm bei 1250–1500 min−1
- Abgasnorm: Euro-3 bis Euro-5
- Verbrauch: 28,8 l bei konstanten 60 km/h
- Höchstgeschwindigkeit: 78 bis 94 km/h
- Getriebe: Voith DIWA D851.3E
- Getriebetyp: automatisches Schaltgetriebe
- Bremssystem: Druckluft
- Antriebsformel: 6×2, mittlere Achse angetrieben

Abmessungen und Gewichte
- Länge: 14.480 mm
- Breite: 2500 mm
- Höhe: 2838 mm
- Radstand: 6800 + 1615 mm
- Spurweite vorne: 2064 mm
- Spurweite mittig (Doppelbereifung): 1825 mm
- Spurweite hinten: 2155 mm
- Fußbodenhöhe: minimal 360 mm
- Einstiegshöhe: 335 mm (absenkbar auf 270 mm)
- Wendekreis: 25 m
- Sitzplätze: 24 bis 51
- Stehplätze: 64 bis 121
- Plätze insgesamt: 145
- zulässiges Gesamtgewicht: 23.800 kg
- maximale Achslast vorne: 6750 kg
- maximale Achslast mittig: 11.600 kg
- maximale Achslast hinten: 6500 kg
- Reifengröße: 275/70R22.5